# Sefer Halilović
Sefer Halilović (* 6. ledna 1952) je bývalý bosenský generál a velící důstojník bosenské armády během války v Bosně a Hercegovině v letech 1992-95. V roce 2001 byl Mezinárodním trestním tribunálem pro bývalou Jugoslávii obžalován z válečných zločinů a v roce 2005 byl zproštěn všech obvinění.

## Život
Halilović se narodil ve vesničce Taševo u Prijepolje v oblasti Zlatiboru v Srbsku v tehdejší Jugoslávii. Od roku 1971 navštěvoval tři roky vojenskou akademii v Bělehradě a od roku 1975 navštěvoval vojenskou školu v Zadaru, kde se stal důstojníkem Jugoslávské lidové armády (JNA). Od roku 1980 až do války sloužil ve Vinkovci jako armádní bezpečnostní důstojník. 31. srpna 1990 odjel do Bělehradu a navštěvoval dvouletý kurz ve škole pro velitele.
Když Halilović v září 1991 opustil Jugoslávskou lidovou armádu, byl profesionálním vojenským důstojníkem a měl hodnost majora. Odešel do Bosny a Hercegoviny, založil Vlasteneckou ligu a plánoval obranu země.

### Válečná léta
25. května 1992 byl jmenován předsednictvem Bosny a Hercegoviny (RBiH) velitelem štábu územní obrany (TO) RBiH, kde nahradil Hasana Efendiće a stal se nejvyšším vojenským velitelem ozbrojených sil RBiH.
Od svého jmenování v květnu do začátku července, zatímco se TO vyvinula v armádu, Halilović také působil jako člen válečného předsednictva. Po červenci 1992 působil jako náčelník generálního štábu armády Republiky Bosna a Hercegovina. 18. srpna 1992 předsednictvo vytvořilo pět sborů ABiH s Halilovićem jako náčelníkem štábu vrchního velení / náčelníkem hlavního štábu. 8. června 1993 byla vytvořena nová funkce, náčelník vrchního velitelského štábu, kam usedl Rasim Delić. Od 18. července 1993 do 1. listopadu 1993 zastával funkci zástupce velitele vrchního velitelského štábu ARBiH a zároveň náčelníka vrchního velitelského štábu.
Po setkání v Zenici ve dnech 20.–21. srpna 1993 jej Rasim Delić jmenoval vedoucím inspekčního týmu. Na stejné schůzce vyzval své kolegy důstojníky, aby upřednostnili ukázňování vojáků BH. Byl citován jako výrok; "Kdy začneme střílet lidi za to, že neplní rozkazy"?

#### Pokus o vraždu
Během války se Halilović dostal do konfliktu s politickými vůdci Bosny, kteří byli pravděpodobně zodpovědní za neúspěšný pokus o Halilovićův život. 7. července 1993 ve 14:10 byl Halilovićův byt odpálen pomocí dálkového odpalovacího výbušného zařízení. Zatímco Halilović, jeho syn a dcera nebyli zabiti, jeho žena Mediha a její bratr Edin Rondić zemřeli. Rondić se objevil na balkóně ve vojenské uniformě ve stejnou dobu, kdy Halilović přišel domů na oběd se svou rodinou. Vrazi si pravděpodobně spletli Rondiće s Halilovićem a zařízení odpálili.
Atentátníkem byl příslušník Státní bezpečnosti nebo tajné likvidační skupiny SDB a jejich velitelem byl Nedžad Ugljen, rovněž ředitel SDB.

## Obžaloba z válečných zločinů
Před svým obviněním byl Halilović ministrem vlády ve Federaci Bosny a Hercegoviny a vůdcem své vlastní politické strany Bosensko-Hercegovinské vlastenecké strany (Bosanskohercegovačka Patriotska Stranka) a byl známý svou hlasitou kritikou bosenského prezidenta Aliji Izetbegoviće. Mezinárodním trestním tribunálem pro bývalou Jugoslávii byl obžalován 30. července 2001. Dobrovolně se vzdal 25. září 2001 a o dva dny později prohlásil, že je nevinný. Halilović byl prozatímně propuštěn od 13. prosince 2001 do začátku procesu a od 5. září 2005 do 14. listopadu 2005.

### Obvinění
Halilović byl obžalován na základě vyšší trestní odpovědnosti (čl. 7 odst. 3 statutu tribunálu) a obviněn z jednoho obvinění z porušení zákonů a válečných zvyků (článek 3 – vražda). Masakr, za který byl obviněn, se odehrál ve vesnicích Grabovica a Uzdol v září 1993. Žalobci ICTY tvrdili, že byl vůdcem operace Neretva 93, kterou v oblasti ARBiH prováděla.

### Soud
Soud se Seferem Halilovićem začal 31. ledna 2005. Obžaloba dokončila svůj případ 2. června. Bylo 39 svědků obžaloby a dvě svědecké výpovědi. Soudní senát přiznal 287 exponátů předložených obžalobou jako důkazy. Obhajoba byla zahájena 27. června a trvala do 14. července 2005. Vystoupili tři svědci obhajoby a dvanáct svědeckých výpovědí. Účastníci řízení přednesli své závěrečné řeči ve dnech 30. a 31. srpna 2005. Soudní senát uznal 207 důkazů předložených obhajobou. Halilovićova obhajoba ukázala, že neměl žádnou účinnou kontrolu a žádnou velitelskou roli nad pachateli, ale byl hypotetickým inspektorem bez řádné pravomoci.
Jeho právníky u soudu byli Peter Morrissey (z Austrálie) a Guenael Mettraux (ze Švýcarska). Neúspěšný atentát na Haliloviće údajně objednali Rasim Delić spolu s Fikretem Muslimovićem a Bakirem Alispahićem. O atentát se pokusili dva členové tajné státní bezpečnostní skupiny známé jako „Ševe“, a jejich velitel Nedžad Ugljen, rovněž ředitel státní bezpečnosti služba nebo SDB. Zatímco Sefer Halilović nebyl zabit, jeho manželka Mediha a její bratr Edin Rondić zahynuli.
Faruk dále tvrdí, že Alija Izetbegović, bývalý prezident Bosny a Hercegoviny a Delićův šéf, se pokusil zdiskreditovat Haliloviće tím, že ho obvinil z masakru na Neretvě v roce 1993 prostřednictvím většinou falešných dokumentů poskytnutých řediteli bezpečnostní služby: Munirem Alibabićem (ředitel SBD), Fikretem Muslimovićem (ředitel SVB), Nedžadem Ugljenem (velitel „Ševe“ a ředitel SDB), Jusufem Jašarevićem (ředitel SVB), Enverem Mujezinovićem (ředitel SDB v Sarajevu) a Bakirem Alispahićem (ministr MUP). Tvrdí se, že agenti tajných služeb podplatili četné svědky za falešné zprávy o tom, co se skutečně stalo, a že Halilović je prostě obětní beránek. Halilovićova kniha „Vychytralá strategie“, vydaná v roce 1997, podrobně popisuje jeho stránku příběhu.

### Verdikt a odvolání
16. listopadu 2005 byl Halilović zproštěn všech obvinění a propuštěn. Soud zjistil, že i když na těchto místech docházelo k vraždám považovaným za válečné zločiny, Halilović neměl velitelskou pravomoc, protože byl pouze inspektorem, a že za ně nemůže být odpovědný. Obžaloba se proti verdiktu odvolala. 16. října 2007 odvolací senát rozhodl o odvolání obžaloby a potvrdil osvobozující verdikt vynesený téměř před dvěma lety soudním senátem.

## Ostatní
V roce 1996 Halilović založil vlastní politickou stranu Bosensko-Hercegovinská vlasteneckou stranu Sefera Haliloviće. V roce 1997 Halilović publikoval své paměti Lukava Strategija (Vychytralá strategie). V letech 1998 až 2001 působil jako ministr pro uprchlíky a vysídlené osoby ve vládě Federace Bosny a Hercegoviny. V roce 2005 Halilovićův syn Semir vydal knihu Državna Tajna, která popisuje některé události, které utvářely válečnou Bosnu. V dubnu 2006 byl Semir Halilović napaden a bylo mu vyhrožováno smrtí jedním z lidí, které kniha vrhla do špatného světla - Ramizem Delalićem (nyní již nestárnoucí), který byl také svědkem obžaloby během procesu s jeho otcem. 1. října 2006 byl Sefer Halilović zvolen na čtyřleté funkční období v Parlamentním shromáždění Bosny a Hercegoviny. Údajně mluví plynně rusky.